# The Devils
The Devils is een Britse dramafilm uit 1971 die destijds in heel wat landen verboden werd. De film werd geregisseerd door Ken Russell en is gebaseerd op de roman The Devils of Loudun door Aldous Huxley.

## Rolverdeling
| Acteur           | Personage             |
| ---------------- | --------------------- |
| Oliver Reed      | Urbain Grandier       |
| Vanessa Redgrave | zuster Jeanne         |
| Dudley Sutton    | Baron de Laubardemont |
| John Woodvine    | Louis Trincant        |
| Gemma Jones      | Madeleine De Brou     |
| Michael Gothard  | priester Pierre Barre |
| Max Adrian       | Ibert                 |
| Murray Melvin    | priester Jean Mignon  |